# 羅日尼亞蒂夫區

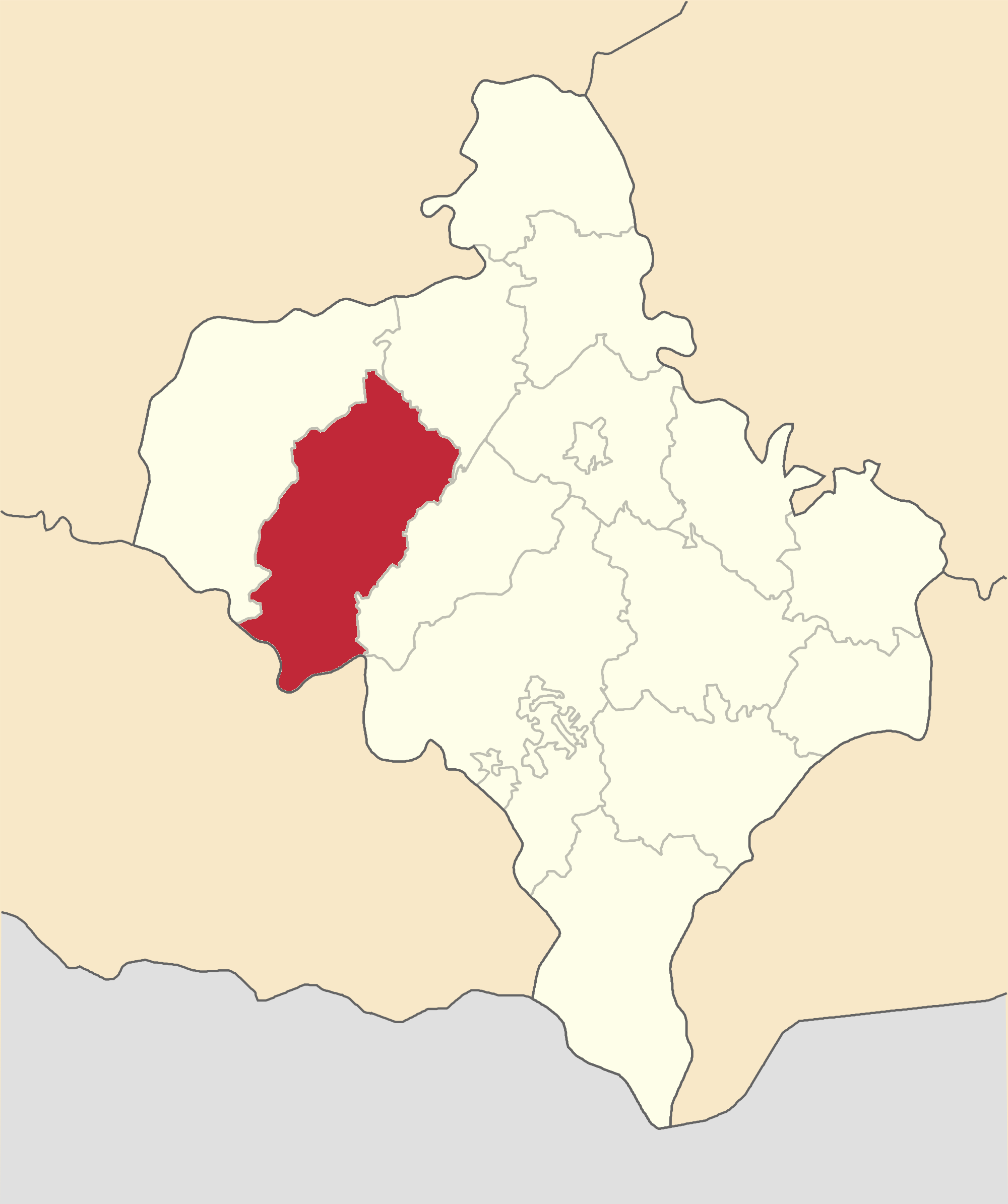
羅日尼亞蒂夫區在伊萬諾-弗蘭科夫斯克州的位置

48°45′29″N 24°4′29″E / 48.75806°N 24.07472°E
羅日尼亞蒂夫區（烏克蘭語：Рожнятівський район），是烏克蘭西部伊萬諾-弗蘭科夫斯克州的一個旧區，区府为羅日尼亞蒂夫，面積1,300平方公里，2015年人口73,321，人口密度每平方公里56.6人。